# Magnitude (éclipse)
Pour les articles homonymes, voir Magnitude.

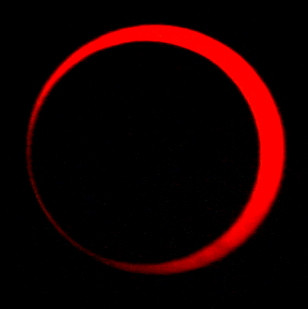
L'éclipse solaire du 15 janvier 2010, photographiée ici à Bangui, est une éclipse annulaire : la Lune ne couvre pas la totalité du Soleil vue depuis la Terre et la magnitude de l'éclipse est inférieure à 1,0.

La magnitude (ou grandeur) d'une éclipse ou d'un transit astronomique est la proportion du diamètre du corps éclipsé lors d'un tel évènement.
Dans le cas d'une éclipse totale, la magnitude est supérieure à 1,0. Dans le cas d'une éclipse partielle ou annulaire (qui est une éclipse partielle centrale), elle est comprise entre 0 et 1,0.
Le résultat de la soustraction avec 1 indique le rapport au rayon du corps éclipsé que le corps occultant dépasse (dans une éclipse totale) ou bien qui est débordé (dans une éclipse partielle ou annulaire).
On peut aussi l'exprimer en pourcentage.
Le degré d'obscurité d'une éclipse, par contre, est la fraction de la surface du disque solaire occultée par le disque lunaire. Il est exprimé en pour-cent ou aussi en fraction décimale. Contrairement à la grandeur d'une éclipse, sa valeur maximale possible est toujours de 100%.